# Teatro Filarmonico di Odessa

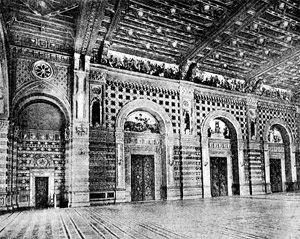
Prima foto del teatro (7 febbraio 1899)

Il Teatro Filarmonico di Odessa (in ucraino Одеська державна філармонія?, in russo Одесская филармония?) è un teatro a Odessa, Ucraina. Il progetto ricorda il Palazzo del Doge di Venezia.

## Storia
La prima pietra del teatro fu posata il 3 settembre 1894, un giorno dopo il centenario della fondazione di Odessa. L'edificio era inteso come la nuova borsa, per sostituire la vecchia borsa e la vasta sala era decorata con sei pannelli dall'artista Nikolai Nikolaevich Karazin (1842-1908) che ritraggono il trading attraverso vari periodi storici.
Come per il Teatro dell'Opera di Odessa, fu annunciata una competizione mondiale per la progettazione concettuale di una nuova borsa a Odessa. Il progetto dell'architetto ceco V.J. Prohaska fu considerato il migliore. Ma questo progetto non soddisfaceva tutti i requisiti, quindi fu modificato e migliorato da Aleksandr Osipovič Bernardazzi.
La costruzione fu completata nel 1898. Dal 1924 l'edificio ha ospitato la Filarmonica di Odessa.
A gennaio 2025, viene colpito dai bombardamenti russi, nel contesto dell'invasione dell'Ucraina da parte della Russia.

## Costruzione
Il teatro può ospitare 1.000 persone, è alto 15 metri e misura 910 metri quadrati di superficie. La grande sala non ha colonne di sostegno e questo è il motivo per cui è stato uno degli edifici più costosi di Odessa da costruire.
L'ingresso principale è attraverso una grande galleria coperta, aperta sui lati, chiamata loggia. Il soffitto di questa entrata aperta è dipinto con i dodici simboli dello Zodiaco.
L'interno è rivestito in legno scuro di cedro del Libano e le finestre sono in marmo bianco di Carrara.

## Galleria d'immagini

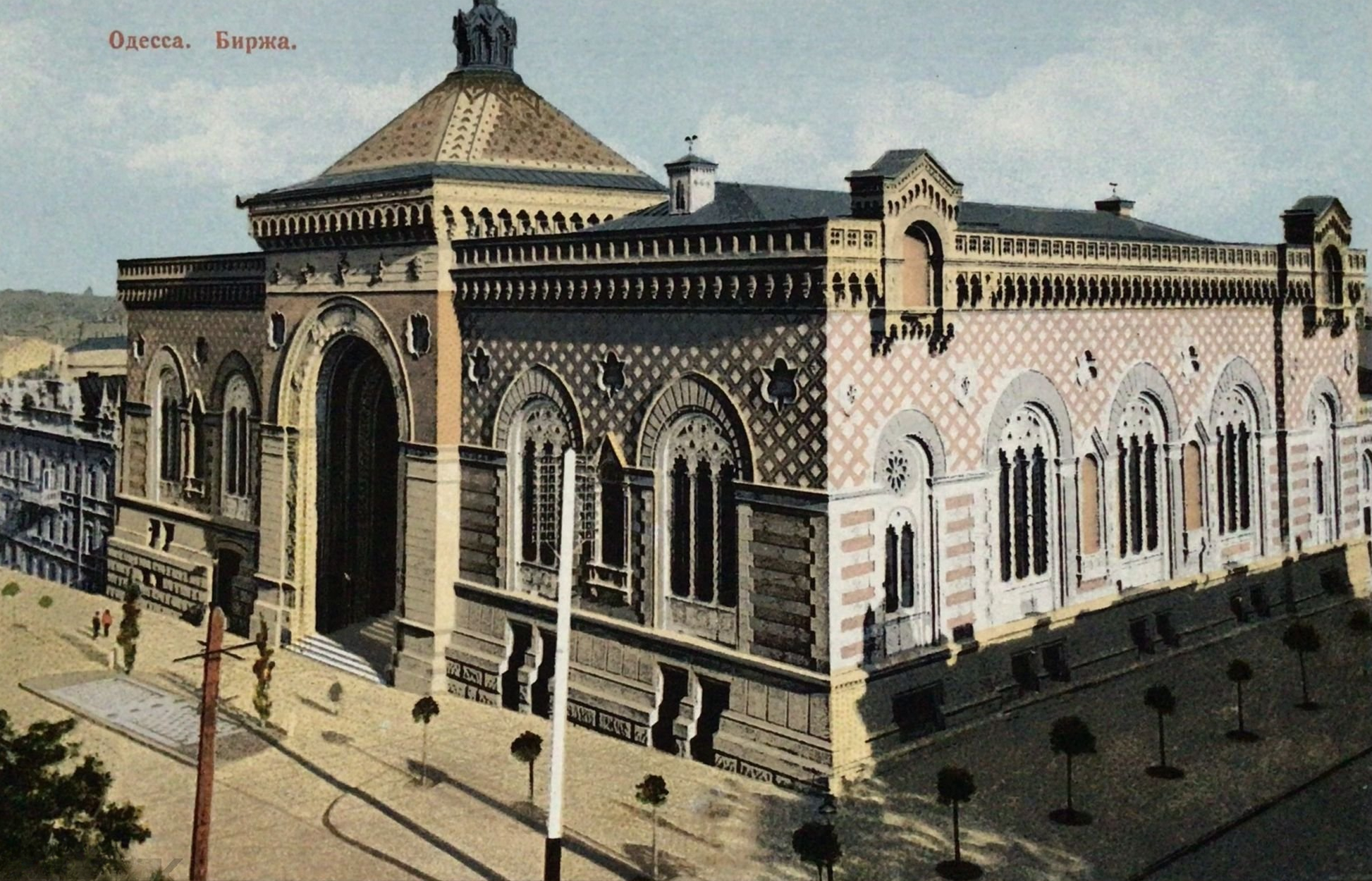
Vista della Borsa di Odessa.
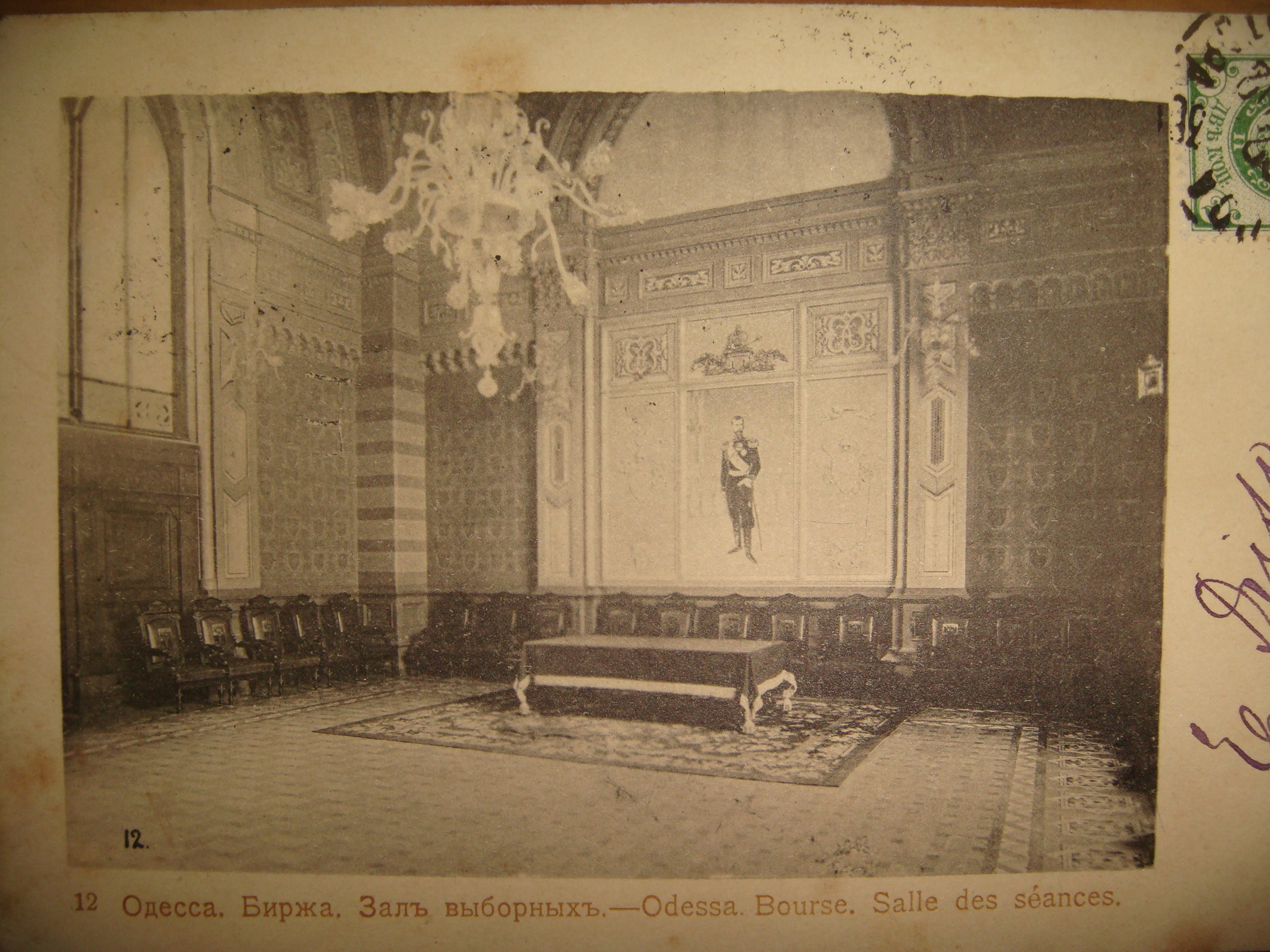
Borsa di Odessa. Sala riunioni
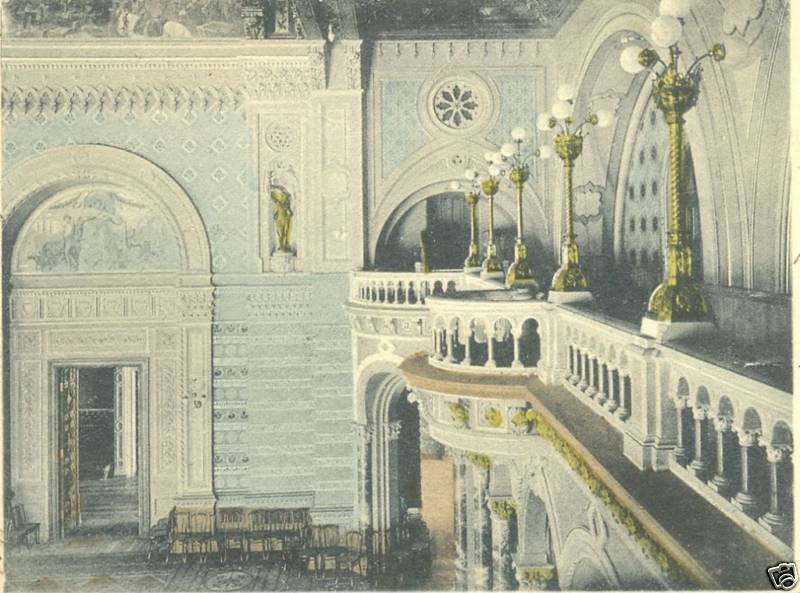
Borsa di Odessa

## Orchestra Filarmonica di Odessa
Il teatro è la sede dell'Orchestra Filarmonica di Odessa, che è stata fondata nel 1937. Fin dal 1991 ha diretto l'orchestra l'americano Hobart Earle.

## Mitologia interessante
È un mito duraturo che ognuno in città è a conoscenza del fatto (e continua a diffonderlo) che dal momento che l'edificio era originariamente concepito come una Borsa piuttosto che per una sala da concerto, era fatto per essere resistente al suono, piuttosto che alla conduzione del suono, con l'intento di assicurare la privacy ai visitatori. Questo presumibilmente spiega perché l'acustica sia piuttosto scarsa, rispetto ad altri teatri e sale da concerto e gli artisti devono usare microfoni e amplificatori per essere uditi adeguatamente. Le ragioni precise e tecniche dei problemi acustici nella sala sono state riportate dal consulente di acustica di fama mondiale Russell Johnson, le cui specifiche sono disponibili sul sito web della Filarmonica.